# 여자의 일생 (1993년 영화)
"여자의 일생"은 1993년에 개봉한 대한민국의 영화이다.

## 캐스팅
- 최수지
- 한영수
- 이미지
- 신성하
- 오미경
- 홍윤정
- 한명환
- 김남일
- 홍순성
- 허기호
- 노사강
- 이정아
- 홍기영
- 김우란
- 안진수
- 서평석
- 한은정
- 조학자
- 신동욱
- 정영국
- 권일정
- 신경환
- 홍충길
- 윤일주
- 남정희
- 장철
- 김경란